# مسجد علي جمعالي
مسجد علي جمعالي (بالصومالية: Masjidka Cali Jimcaale)‏ هو مسجد يقع في حي وابري في العاصمة الصومالية مقديشو.

## خلفية تاريخية
يُعد مسجد علي جمعالي، أكبر مساجد العاصمة الصومالية مقديشو، ويسع ما يصل إلى 5000 شخص، ويقع المسجد بالقرب من مطار مقديشو، وبناه رجل الأعمال الشيخ أحمد نور علي جمعالي، بتكلفة بلغت 12 مليون دولار، وتبرعت الحكومة الصومالية بقطعة الأرض التي بني عليها المسجد.
أدى الرئيس الصومالي حسن شيخ محمود صلاة عيد الأضحى إلى جانب رئيس الوزراء حمزة عبدي بري وأعضاء في البرلمان الاتحادي، إضافة إلى مسؤولين حكوميين وحشد من المواطنين في مسجد علي جمعالي في يوليو 2022، بعد فترة وجيزة من تشييده، وبُني المسجد على الطراز العثماني.